# 5G Automotive Association
Die  5G Automotive Association  (5GAA) ist eine globale, industrienübergreifende Organisation von Unternehmen, sowohl aus dem Bereich Kraftfahrzeuge als auch der Kommunikationsindustrie. Das Ziel von 5GAA ist es, durchgängige (end-to-end) Lösungen für zukünftige Transport- und Mobilitätsdienste zu entwickeln und so Inkompatibilitäten von Anfang an zu vermeiden.

## Geschichte
The 5G Automotive Association wurde im September 2016 gegründet. Als Fahrzeughersteller waren die AUDI AG, BMW Group und die Daimler AG beteiligt, Ericsson, Huawei, Intel, und Nokia als Lieferanten für die Infrastrukturen von Telekommunikationsunternehmen und Qualcomm als Hersteller von Firmware.
2017 unterzeichnete die 5G Automotive Association einen Letter of Intent mit der European Automotive Telecom Alliance (EATA) über eine Zusammenarbeit.

## Organisation
Die 5GAA ist ein eingetragener Verein. Sie hat eine hierarchische Struktur.
- Die zwölf Kernmitglieder (Platin-Gruppe), einschließlich der Gründungsmitglieder (Gold-Gruppe), haben das Vorschlagsrecht für die Führungspositionen und für die allgemeine Mitgliedschaft[3]
- 2018 gehörten der 5G Automotive Association mehr als 80 Firmen an.

## Aufgaben
Kernaufgabe der 5G Automotive Association ist die Arbeit an einer Standardisierung, wie sie für die Verwirklichung eines fahrerlosen Verkehrs erforderlich ist. Hierbei arbeitet sie mit Normungsgremiens wie ETSI, 3GPP und SAE zusammen.
Die zweite Aufgabe der 5GAA ist die Öffentlichkeitsarbeit um die Machbarkeit der Technologie durch Vorführungen zu zeigen. Dazu werden auch Konferenzen zu diesem Gebiet veranstaltet.